# ジョージ・ガーシュウィン
ジョージ・ガーシュウィン（ガーシュインとも、George Gershwin、1898年9月26日 - 1937年7月11日）は、アメリカ合衆国の作曲家。本名、ジェイコブ・ガーショウィッツ（Jacob Gershowitz）。
ジャズなどのポピュラー音楽とクラシック音楽の両面で活躍し、アメリカ音楽を作り上げた作曲家として知られる。
兄のアイラ・ガーシュウィンは作詞家で、兄弟で共同制作した。

## 生涯
東欧系ユダヤ人の移民の子として、ニューヨークのブルックリンに生まれた。父親はロシア、母親はベラルーシからの移民である。
初めてクラシック音楽に触れたのは、小学生のときに聴いたドヴォルザークの「ユーモレスク」だったとされる。父親はジョージが12歳の時、兄のアイラに音楽を学ばせようとピアノを買ってやったが、文学肌のアイラがピアノを弾かなかったため、代わってジョージがこれに親しむことになり、13歳の時から正式にピアノを習い始め、また、ヘンリー・カウエルに和声を習うようになった。しかし、少年期はいわゆる不良少年であり、女性関係も派手で、交際した女性を妊娠させたりといった騒動もあった。一方で黒人などの有色人種を差別しなかった。
彼は陽気な性格であり、ティン・パン・アレーでは、楽譜を売ることにも才能を表していた。出世作となったのは、作詞家アーヴィング・シーザーとの共作になる1919年の歌曲「スワニー」で、人気歌手アル・ジョルソンに気に入られて、彼が繰り返し歌ったことからヒットし、一躍人気となる。
1920年代以降は、作詞家となったアイラと組んで、レビューやミュージカル向けに多くのポピュラー・ソングを送り出した。ガーシュウィン兄弟によって作られ、後年までスタンダード・ナンバーとして歌われている歌曲は『私の彼氏（The Man I Love）』、『バット・ノット・フォー・ミー』、『アイ・ガット・リズム』などをはじめ、おびただしい数に上る。
クラシックにも取り組み、1924年には『ラプソディ・イン・ブルー』を発表。当時ガーシュウィンにとって管弦楽法は未知領域だったため、ファーディ・グローフェの協力を得て、ジャズとクラシックを融合させたこの作品は、「シンフォニック・ジャズ」の代表的な成功例として世界的に評価された。

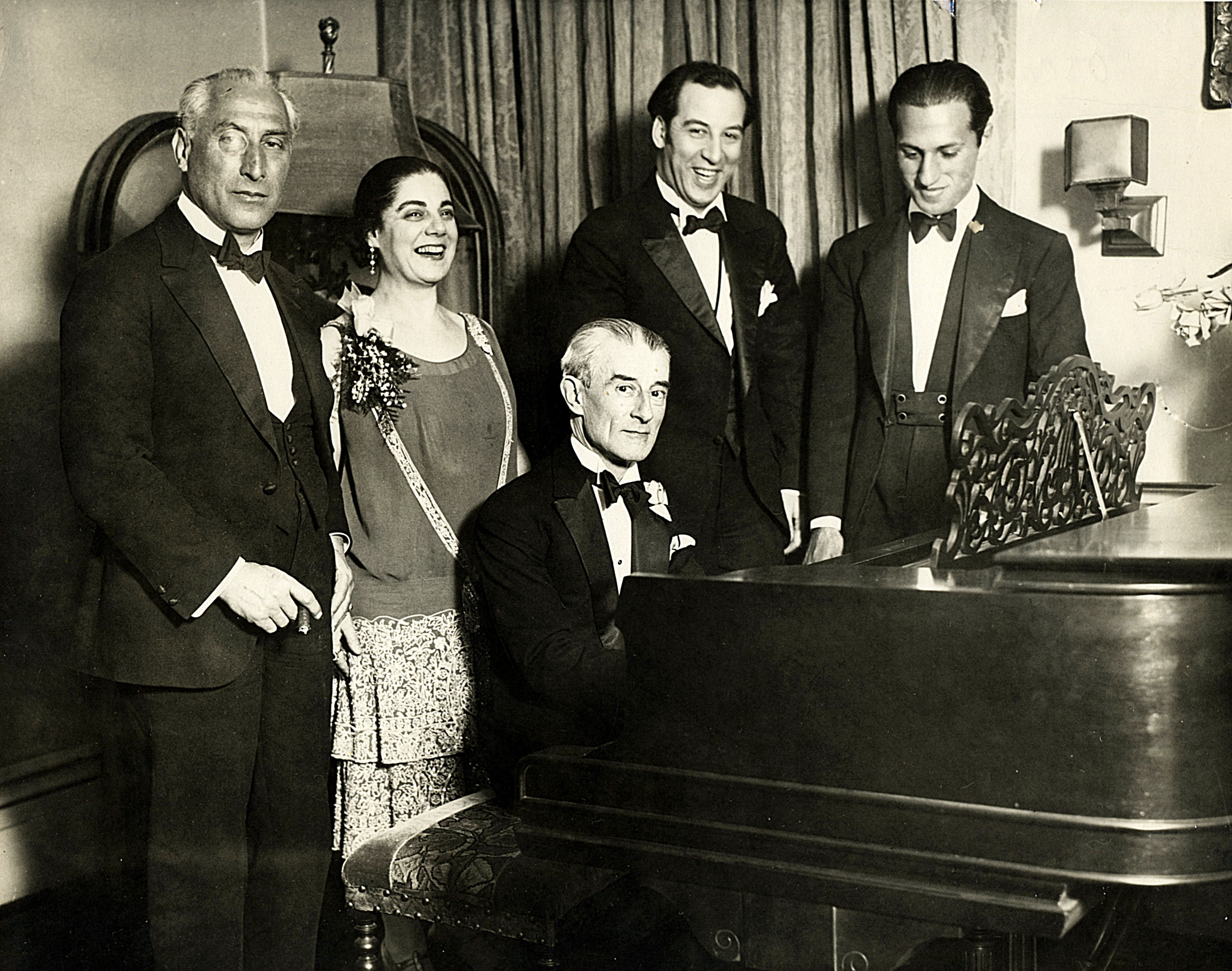
ラヴェルとガーシュウィン（右端）

その後独学でオーケストレーションを学び、いくつかの管弦楽作品を残した。代表作として『パリのアメリカ人』（1928年）が知られる。因みに、オーケストレーションを学びたいがためにイーゴリ・ストラヴィンスキーの元に訪れた際、ガーシュウィンがクラシック作曲家としては異例の高収入で知られていたことから、逆に「如何すれば其処まで収入を上げられるのかこちらが教えてほしい」と言われたというエピソードが流布しているが、ストラヴィンスキーは晩年のインタビューでこれを事実無根だと否定している（一方で「でも、そういうことがあったら、楽しかっただろうなあ」とも語っている）。また、モーリス・ラヴェルにも教えを請うたが、「あなたは既に一流のガーシュウィンなのだから、二流のラヴェルになる必要はないでしょう」と言われたという。さらにラヴェルはナディア・ブーランジェへの紹介状を書いたが、彼女も「ガーシュウィンには生まれながらの音楽的才能があり、その邪魔をしたくない」と断ったという。
アイラと作家デュボース・ヘイワードとの協力によって書かれ、黒人コミュニティの風俗をリアルに描いたフォーク・オペラ『ポーギーとベス』は、1935年にオール黒人キャストという意欲的な企画で初演されたが、初演時は反響は得られなかった。のちに評価が高まり、現在ではアメリカ音楽の古典となっている。劇中で歌われる『サマータイム』はポピュラーソングのスタンダードナンバーとして様々なジャンルでカバーされ、広く親しまれている。

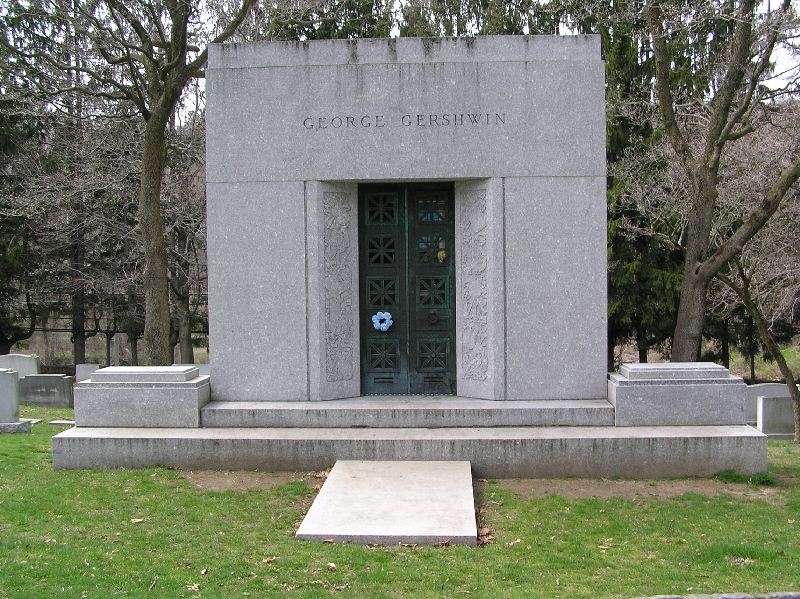
ガーシュウィンの霊廟

ガーシュウィンは1920年代初頭から腹痛の発作と頑固な便秘にしばしば悩まされ、自ら「作曲家の胃袋（composer's stomach）」と呼んでいた。また、1936年の暮れごろから鬱状態になったり、いらいらしたりしていたが、これは超過密スケジュールが原因とも解釈された。彼は「ゴムの焼けるような異様な臭い」を感じ、その直後、意識消失があった。この異臭に引き続き起こった意識障害発作は、きわめて典型的な鈎回発作、すなわちてんかんと見られている。
床屋の椅子の上でも、再び同じ発作があった。これ以降同様の発作が繰り返し起こるようになり、その頻度が増してくると同時に明け方になると起こる強い頭痛も加わった。また頭痛に、めまいと吐き気も伴うようになってきた。彼は毎日のように意識障害発作を生じており、発作直前にはいつも異臭を感じるようになっていた。1937年7月9日に昏睡状態となり、彼が受けた検査のフィルムには、右側側脳室の圧迫が写っており、右側頭葉の腫瘍と思われた。7月10日に行われた開頭手術の結果、右側頭葉は嚢胞を伴う大きな腫瘍がみつかり、5時間に及ぶ手術が行われた。大きな腫瘍は摘出されたが、術後も意識は戻らず、7月11日の朝に死去した。38歳没。手術された脳腫標本によると、多形膠芽腫とされている。遺体はニューヨーク州のヘイスティングス＝オン＝ハドソンにあるウェストチェスターヒルズ墓地に造られた霊廟に葬られた。
舞台作品の数は50曲にのぼり、その中でオペラは2曲、ミュージカルが50曲、映画音楽は4曲しか残されていない。管弦楽曲は7曲を作曲している。室内楽曲は2曲のみ。ピアノ曲は10曲。歌曲は500曲も残されている。
また、ジョージは多調や十二音技法にも関心を持っており、「2つの調による即興曲」では多調を試みている。アルバン・ベルクとアルノルト・シェーンベルクとは親交を持ち、アメリカへ渡ったシェーンベルクとはテニスを楽しんだり、肖像画を描いて送ったエピソードが知られている。

## 著作権
日本においては1998年5月、著作権の保護期間が終了してパブリックドメインとなったが、その後の調査で337曲は兄との共同著作物であることが判明し、「サマータイム」などは2053年まで保護期間が延長された。

## 主要作品

### 代表曲
- サマータイム
- ラプソディー・イン・ブルー
- ファッシネイティング・リズム[注 1]（Fascinating Rhythm）
- アイ・ガット・リズム
- パリのアメリカ人
- アイ・ラブズ・ユー・ポーギー
- スワニー

### 舞台作品

#### オペラ
- 135番街 135th Street（1923）
全1幕のアフロ・アメリカン風オペラ。1925年初演。グローフェによる再管弦楽版のタイトルは「ブルー・マンデー・ブルース（Blue Monday Blues）」
- ポーギーとベス Porgy and Bess（1934-35）
全3幕9場のオペラ。有名なアリア「サマータイム」を含む。

#### ミュージカル
- 8時半 Half Past Eight（1918）
- 1918年のヒッチー＝クー Hitchy-Koo of 1918（1918）
- 危険なメイド A Dangerous Maid（1921）
- お願いだから For Goodness Sake（1922）
- 虹 The Rainbow（1923）
- プリムローズ（さくら草） Primrose（1924）
- レディー・ビー・グッド Lady be Good（1924）
邦題は「淑女よ善良なれ」。同年12月1日初演
- ティップ・トー Tip-toes（1925）
- トレジャー・ガール Treasure Girl（1928）
- ロザリー Rosalie（1928）
- ショー・ガール Show Girl（1929）
- ストライク・アップ・ザ・バンド Strike up the Band（1930）
- ガール・クレイジー Girl Crazy（1930）
- オブ・ジー・アイ・シング Of Thee I Sing（1931）
- レットエム・イート・ケーク Let 'em eat cake（1933）
- ショー・イズ・オン The Show is On（1936）

#### 映画音楽
- デリシャス Delicious（1931）
デイヴィッド・バトラー監督の映画のための
- 踊らん哉（1937）
マーク・サンドリッチ監督の映画のための。原題は「Shall We Dance」
- 踊る騎士 A Damsel In Distress（1937）
ジョージ・スティーヴンス監督の映画のための
- ゴールドウィン・フォリーズ The Goldwyn Follies（1937）
ジョージ・マシャール監督の映画のための

### 管弦楽曲・協奏曲
- ラプソディ・イン・ブルー Rhapsody in Blue（1924）
- ピアノ協奏曲 ヘ調（1925）
指揮者ウォルター・ダムロッシュからの委嘱による唯一のピアノ協奏曲
- パリのアメリカ人 An American in Paris（1928）
- ラプソディ第2番 Rhapsody No.2（1931）
映画『デリシャス』の音楽として作曲
- キューバ序曲 Cuban overture（1932）
- アイ・ガット・リズム変奏曲 Variations on a original theme "I got rhythm"（1934）
ミュージカル『ガール・クレイジー』の劇中曲より。主題と6つの変奏からなる
- 交響組曲『キャットフィッシュ・ロウ』 Catfish Row（1936）
オペラ『ポーギーとベス』の音楽を演奏会用組曲に編曲した作品。全5曲。タイトルは「なまず横丁」を意味する。ロバート・ラッセル・ベネット編曲による「交響的絵画」も有名。

### 室内楽曲
- 子守歌（1919）
弦楽四重奏のための作品。弦楽合奏でも演奏される。1968年に出版

### ピアノ曲
- タンゴ（1914）
- リアルトのさざ波 - ラグ Rialto Ripples Rag（1917）
ウィル・ドナルドソン（Will Donaldson）との共作
- 3つの前奏曲（1926）
サミュエル・ドゥシュキンやヤッシャ・ハイフェッツによるヴァイオリンとピアノ用の編曲版以外に、多様な楽器のために編曲されている
- ソング・ブック（1932）
既存のミュージカルの楽曲から18曲選出したもの。『スワニー』も含まれる
- プロムナード（1937）
映画『踊らん哉』から「犬と歩けば」より編曲したもの
- 2つの調のための即興曲（1929）
多調を試みた作品

### 歌曲
大半はミュージカルの楽曲から独立したものである
- シンス・アイ・ファウンド・ユー Since I found you（1913）
- ホエン・ユー・ウォント・エム、ユー・キャント・ゲット・エム When you want'em, you can't get 'em（1916）
- ザ・リアル・アメリカン・フォーク・ソング The real American folk song（1918）
ミュージカル『レディース・ファースト』より
- 香港 Hong Kong（1918）
ミュージカル『8時半』より
- ドーナッツ Doughnuts（1919）
ミュージカル『モリス・ジェストの深夜の騒ぎ』より
- スワニー Swanee（1919）
『キャピトル・レヴュー』より
- ヤンキー Yan-Kee（1920）
ミュージカル『モリス・ジェストの深夜の騒ぎ』より
- バックホーム Back home（1920）
ミュージカル『Dere Mable』より
- サムワン Someone（1922）
『巴里のアメリカ人』より
- サムワン・トゥ・ウォッチ・オーヴァー・ミー Someone To Watch Over Me（1926）
邦題は「やさしい伴侶を」。ミュージカル『Oh, Kay!』より
- アイル・ビルド・ア・ステアウェイ・トゥ・パラダイス I'll Build A Stairway To Paradise（1928）
ミュージカル『George White's Scandals of 1922』より
- アイ・ガット・リズム I got rhythm（1930）
作詞は兄のアイラ。
- ジャスト・アナザー・ルンバ Just another rhumba（1938）

## ガーシュウィン作品を扱ったミュージカル映画
- 『踊る騎士』（A Damsel in Distress、1937年 アメリカ、RKO製作）
フレッド・アステア主演のミュージカル映画。ハリウッドに招かれたジョージが楽曲を書き下ろした。アステアが歌ったメインタイトルの「霧深き日」は後にスタンダードナンバーとなった。
- 『華麗なるミュージカル』（The Goldwyn Follies、1938年 アメリカ、サミュエル・ゴールドウィン製作）
ジョージの遺作となった作品。3色テクニカラーを採用し、オペラ歌手から腹話術師まで多彩な芸人を揃えたフォリーズで、この年最高のヒット作となった。「わが愛はここに」を書き上げた後にジョージが亡くなったため、未完の「スプリング・アゲイン」はヴァーノン・デュークが書き足している。日本未公開。
- 『アメリカ交響楽』（Rhapsody in Blue、1945年 アメリカ）
ジョージの伝記映画として著名な作品で、1940年代にしばしば作られた音楽家伝記物の中でも最も成功した例。全編に渡ってガーシュウィン・ナンバーが流れる。ジョージ役はロバート・アルダ。日本では1946年に劇場公開され、第二次世界大戦後初めて劇場公開されたアメリカ映画でもある。この作品中には、ジョージと近しかった人々が多数実名で出演している（ジョージの親友だったピアニストのオスカー・レヴァントは、この映画がきっかけで映画界入りした）。この作品は現在パブリックドメインとして扱われているため、日本国内でも容易に入手可能である。
- 『巴里のアメリカ人』（An American In Paris、1951年 アメリカ、メトロ・ゴールドウィン・メイヤー製作）
ジョージの作品を題材としたミュージカル映画。ジーン・ケリーが主演し、MGMミュージカルの中でも特に華やかな作品として知られる。アカデミー作品賞を受賞している。この作品は現在パブリックドメインとして扱われているため、日本国内でも容易に入手可能である。
- 『ポーギーとベス』（Porgy and Bess、1959年 アメリカ、MGM製作）
フォーク・オペラの古典として有名なジョージ作品をサミュエル・ゴールドウィンがプロデュースして映画化したもので、この作品の知名度を高めた。主人公・ポーギーにはシドニー・ポワチエが扮したが、敵役の伊達男スポーティング・ライフを演じたサミー・デイヴィスJr.は当たり役として有名。舞台からの改変が多かったためのジョージの関係者の意向でほとんどのプリントが回収され、一般で視聴するのは非常に困難。

## 出版物
- 全音ピアノライブラリー（楽譜）
  - ラプソディー・イン・ブルー（ISBN 978-4-11-126001-0）
  - 3つのプレリュード（ISBN 978-4-11-126002-7）
  - ソングブック（ISBN 978-4-11-126003-4）
- ドレミ・クラヴィア・アルバム（楽譜）
  - ガーシュウィン・ピアノ名曲集（ISBN 978-4-285-11812-4）